# Sonia Halliche
Sonia Halliche (ur. 27 stycznia 1988) – algierska lekkoatletka specjalizująca się w skoku o tyczce.
W 2007 podczas mistrzostw Afryki juniorów w Wagadugu nie zaliczyła żadnej wysokości w konkursie skoku o tyczce (podobnie jak dwie pozostałe zawodniczki startujące w tej konkurencji) i nie została sklasyfikowana. Zdobyła za to brązowy medal w rzucie młotem zajmując 3. lokatę (na 3 lekkoatletki) z wynikiem znacznie odbiegającym od rezultatów zawodniczek regularnie uprawiających tę konkurencję (13,03 m).

## Osiągnięcia
- srebrny medal mistrzostw Afryki juniorów (Radis 2005)

## Rekordy życiowe
- Skok o tyczce – 3,70 (2006 & 2010 & 2011) rekord Algierii (wyrównany wynik Lindy Méziani z 2000)[2]